# Semion Lungu
Semion Lungu (în rusă Семён Мефодьевич Лунгу; n. 7 martie 1923, Răscăieți, raionul Ștefan Vodă, Republica Moldova) este un fost politician sovietic moldovean. 

## Biografie
Lungu s-a născut pe 7 martie 1923, în Răscăieți, județul Cetatea Albă, într-o familie săracă de țărani moldoveni. În 1934 a început să lucreze ca fierar, iar apoi a lucrat în agricultură. În 1941 a absolvit cursurile de tractorist. 
În 1948 a fost ales președinte al colhozului Lenin din satul Carahasani. În 1949 s-a înscris în PCUS. În 1966 a fost distins cu titlul de Erou al Muncii Socialiste, precum și cu Ordinul Lenin. 
A fost deputat în Sovietul Suprem al Uniunii Sovietice în perioada 1974-1984, precum și în Sovietul Suprem al RSS Moldovenești, în perioada 1963-1971. A fost delegat la al XXII-lea Congres al PCUS, din anul 1961. Din 1985 a lucrat ca profesor în raionul Suvorov. Viața sa ulterioară nu este cunoscută. 